# Varaha

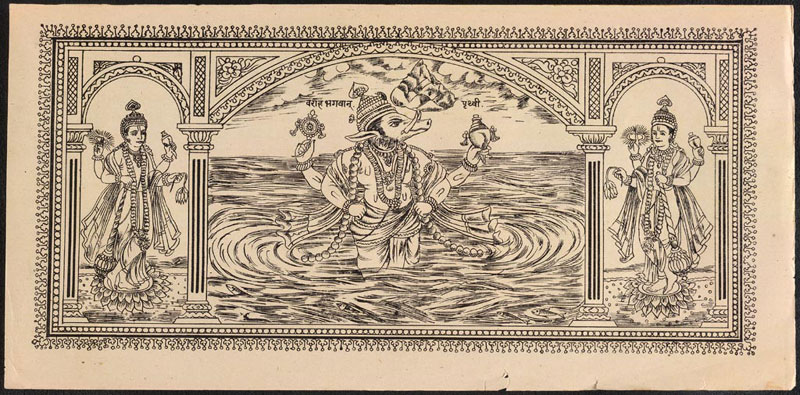
Varaha

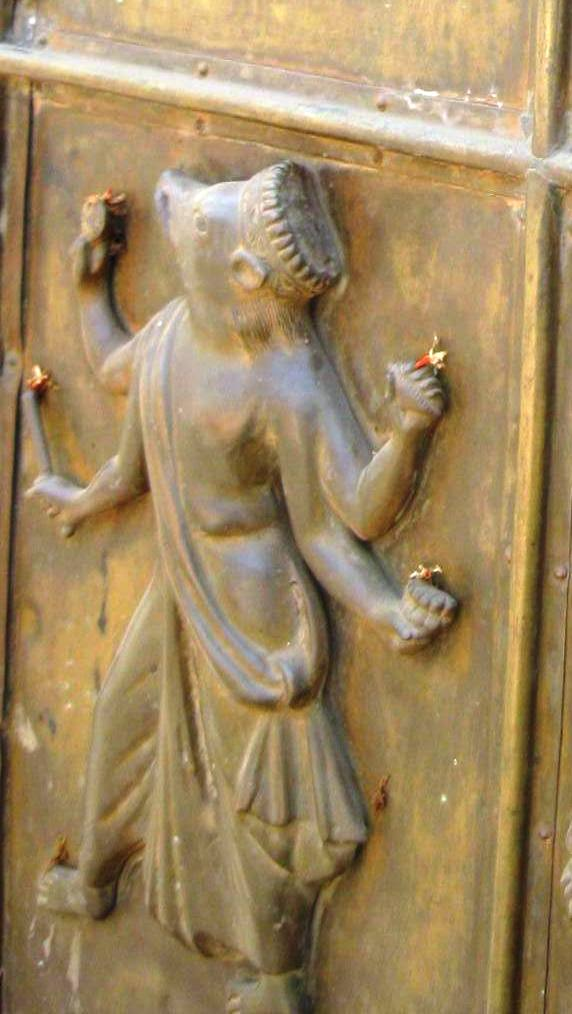
Avatar de Varaha em uma carruagem de latão de Searsole Rajebari, West Bengal, Índia

Varaha (sânscrito: वाराह) é o terceiro Avatar de Víxenu. Nessa manifestação, Víxenu se manifesta como um Javali. As representações desse Avatar se dividem em dois grupos principais: as que tem todo o corpo de animal, e as que tem a cabeça de animal num corpo humano, com quatro braços, cada mão segurando um dos objetos explanados no artigo de Víxenu. Víxenu se transformou em Javali e desceu para o fundo do oceano para resgatar o planeta Terra, que havia sido roubado e escondido lá pelo demônio Hirianiaquexa. Depois de uma grande luta, Víxenu como Varaha matou o demônio, resgatou a Terra e trouxe ela para a superfície e preparou ela para que pudesse sustentar a vida, modelando as montanhas e moldando os continentes. A libertação desse mundo do dilúvio do pecado e demonstrado nesse conto.

## Conto
Dentre os descendentes de Daquexa, o primeiro homem que Brama criou no início dessa era, existia um em especial, Caxiape, um sábio, que teve quatro esposas, Diti, Aditi, Vinita e Cudru. Diti deu à luz os Asuras, e de Aditi nasceram os Devas, de Vinita nasceu Garuda, o pássaro veículo de Víxenu, e da última, Cudru, nasceram as Hidras. Dos Asuras nascidos de Diti, dois vieram com grande poder. Esses dois irmãos se chamavam Hiraniaquexa e Hiraniacaxiapu. Ambos praticaram práticas religiosas e austeridades, com isso seus poderes aumentavam cada vez mais.
Hiraniaquexa, abastecido de um poder sem limites, atacou o Paraíso, o reino dos Devas. Ele atacou os Devas, que amedrontados tiveram que se esconder. Hiraniaquexa desafiou Varuna, o Senhor do Oceano, para uma luta. Mas Varuna respondeu: "Ó grande herói, eu vivo como um ermitão. Eu não desejo lutar, além disso quem pode lutar com você! Somente um Deus pode fazer isso." Então Hiraniaquexa, foi procurar Hari (Víxenu).
Nessa época, a terra (pritvi, ou bumidevi), encontrava-se submergida nas águas. Nessa época, das narinas de Parabrama, um porco surgiu. Era bem pequeno de tamanho, quase de uma polegada. Mas com o passar do tempo ele cresceu, cresceu, até ficar enorme como uma montanha. A terra tinha caído e estado debaixo d'água. O porco levantou ela pelas presas. Ele agora estava subindo sobre a água para oferecer a Terra para Brama.
Hiraniaquexa viu esse porco do tamanho de uma montanha e ficou surpreso. Ainda em ilimitado orgulho, ele chorou: "Porco tolo deixe a terra onde ela está e vá embora! Sim, eu sei quem você é; você não é nada menos que Víxenu na forma de um porco. Eu vim quebrar sua cabeça!" Dizendo assim, ele parou o porco. A Deusa-terra tremeu pelo aparecimento feroz desse terrível demônio. Mas Varaha (o porco gigante) não ligou para isso e prosseguiu carregando a Terra em rumo ao céu. Hiraniaquexa perdeu a paciência e gritou: "Covarde! Você não tem vergonha?" Varaha escutou esses insultos e colocou a terra de lado. Seus olhos ficaram vermelhos de raiva. Ele disse: "Essas palavras de orgulho, só te levarão às garras da morte!" "Bem, então, lute!" Disse Hiraniaquexa. Uma briga terrível foi travada entre os dois. Os deuses testemunharam essa luta, que durou da manhã até a tardinha. Brama estava muito ansioso que a luta acabasse antes de escurecer, pois queria que o porco ganhasse, e ele sabia que na noite, os demônios ganham mais poder. Como se ele lêsse os pensamentos de Brama, Varaha sorriu e mandou seu disco de energia ao redor de Hiraniaquexa. Essa poderosa arma destruíu todas as armas de Hiraniaquexa. Vendo todas suas armas destruídas pelo porco, a raiva de Hiraniaquexa cresceu, e se apressou rugindo adiante com raiva, querendo esmagar Varaha nos seus braços. Então, o porco divino soprou forte na bochecha de Hiraniaquexa. O sopro  foi tão forte que Hiraniaquexa morreu.